# Peur bleue (film, 1985)
Pour les articles homonymes, voir Peur bleue et Silver Bullet.
Pour plus de détails, voir Fiche technique et Distribution.
Peur bleue (Silver Bullet) est un film d'horreur américain réalisé par Daniel Attias, sorti en 1985. Il s'agit de l'adaptation du roman L'Année du loup-garou de Stephen King, qui écrit lui-même le scénario.

## Synopsis
Vers la fin du XXe siècle dans la petite ville de Tarker's Mill (Maine), vit la famille Coslaw. Jane, la fille aînée, a des rapports difficiles avec son jeune frère Marty qui est paraplégique. Depuis quelque temps, des meurtres sanglants ont lieu dans les environs à chaque pleine lune : un travailleur des chemins de fer, une jeune femme, un vieux jardinier alcoolique et un adolescent ami de Marty. Celui-ci soupçonne un loup-garou d'en être la cause. Ayant assez de tous ces meurtres, une quarantaine d'hommes venant de la taverne décident alors de partir à la chasse au monstre une nuit de pleine lune dans la forêt. Plusieurs d'entre eux trouveront la mort cette nuit-là mais le monstre ne sera pas tué. Les soupçons de l'enfant deviennent une certitude lorsqu'il aperçoit le monstre un soir de pleine lune. Il s'en tire de justesse en lançant une fusée d'artifice en plein visage du loup-garou, lui crevant l’œil.
Marty demande alors à sa sœur Jane de l'aider à retrouver le monstre sous sa forme humaine avant la prochaine pleine lune. Plutôt sceptique, Jane accepte de lui venir en aide. Elle s'aperçoit bientôt qu'une personnalité importante de Tarkers' Mill est devenue borgne ! Les enfants demandent alors l'aide à leur oncle Red, un homme dépravé mais attentionné, et lui donnent chacun leur chaîne afin d'en faire une balle d'argent.

## Fiche technique
Sauf indication contraire, les informations mentionnées dans cette section peuvent être confirmées par la base de données cinématographiques IMDb,  présente dans la section « Liens externes ».
- Titre original : Silver Bullet ou Stephen King's Silver Bullet
- Titre français : Peur bleue
- Réalisation : Daniel Attias
- Scénario : Stephen King, d'après son roman L'Année du loup-garou (Cycle of the Werewolf)
- Musique : Jay Chattaway
- Direction de la photographie : Armando Nannuzzi
- Décors : Giorgio Postiglione
- Costumes : Clifford Capone
- Maquillage : Barbara Page et Jeff Goodwin (non crédité)
- Montage : Daniel Loewenthal
- Production : Dino De Laurentiis et Martha De Laurentiis[1]
- Sociétés de production : Dino De Laurentiis Company et Famous Films
- Sociétés de distribution : Paramount Pictures (États-Unis), AMLF (France)
- Budget : 7 000 000 dollars[2]
- Pays de production :  États-Unis
- Langue originale : anglais
- Format : couleur — 2,35:1 — stéréo
- Genre : horreur, fantastique
- Durée : 95 minutes
- Dates de sortie :
  - États-Unis : 11 octobre 1985
  - France : 13 janvier 1986 (Festival international du film fantastique d'Avoriaz)[3] ; 15 janvier 1986 (sortie nationale)
- Classification[4] :
  - États-Unis : R
  - France : interdit aux moins de 12 ans
- Affiche : Macario Gómez Quibus (Espagne)

## Distribution
- Corey Haim (VF : William Coryn) : Marty Coslaw
- Gary Busey (VF : Pascal Renwick) : oncle Red
- Megan Follows (VF : Isabelle Ganz) : Jane Coslaw
- Everett McGill (VF : Jean Barney) : le révérend Lowe
- Robin Groves (VF : Béatrice Delfe) : Nan Coslaw
- Leon Russom (VF : Michel Derain) : Bob Coslaw
- Terry O'Quinn (VF : Daniel Gall) : le shérif Joe Haller
- Bill Smitrovich (VF : Jean-Pierre Moulin) : Andy Fairton
- David Hart (VF : Maurice Risch) : le shérif adjoint Pete Sylvester
- Joe Wright : Brady Kincaid
- Kent Broadhurst (VF : Georges Berthomieu) : Herb Kincaid
- Heather Simmons (VF : Martine Reigner) : Tammy Sturmfuller
- James A. Baffico (VF : Maurice Risch) : Milt Sturmfuller
- Lawrence Tierney (VF : Georges Atlas) : Owen Knopfler
- Sam Stoneburner : le maire O'Banion
- Lonnie Moore : Billy McLaren
- Rick Pasotto : Aspinall
- William Newman (VF : René Bériard) : Virgil Cuts
- James Gammon (VF : Jacques Deschamps) : Arnie Westrum

## Production

### Tournage
Pour un budget d'environ 7 000 000 dollars, le tournage a lieu à Burgaw et à Wilmington en Caroline du Nord, d'octobre à décembre 1984.

### Effets spéciaux
Après son travail remarquable pour les films à succès King Kong de John Guillermin (1976), Alien - Le huitième passager de Ridley Scott (1979) et E.T. l'extra-terrestre de Steven Spielberg (1982), Carlo Rambaldi signe ici un contrat pour les effets spéciaux.

## Accueil

### Sorties et festival
Ce film sort le 11 octobre 1985 aux États-Unis.
En France, il est projeté en avant-première, le 13 janvier 1986, au festival international du film fantastique d'Avoriaz 1986, avant sa sortie nationale ayant lieu deux jours plus tard.

### Critiques
Sur le site agrégateur de critiques Rotten Tomatoes, il reçoit un accueil critique assez mitigé, recueillant 50 % de critiques positives, avec une note moyenne de 5.2⁄10 et sur la base de 14 critiques collectées.

### Box-office
Le film a connu un succès commercial modéré, rapportant environ 12 360 000 de dollars au box-office en Amérique du Nord pour un budget de 7 000 000 de dollars.
En France, le film totalise 354 362 entrées.

## Autour du film
- Dans le script, le loup-garou parle, ce qu'il ne fait pas dans le film[8].
- Dans le roman, l'oncle de Marty s'appelle Al et non Red.
- Le producteur Dino De Laurentiis s'est dit très déçu du costume de loup-garou ainsi que de la façon dont l'acteur qui le mettait se déplaçait[8].

## Sélection
- Festival international du film fantastique d'Avoriaz 1986 : compétition